# Gothár Péter
Gothár Péter (Pécs, 1947. augusztus 28. –) a Nemzet Művésze címmel kitüntetett, Kossuth- és Balázs Béla-díjas magyar filmrendező, forgatókönyvíró, jelmez- és díszlettervező, professzor emeritus, érdemes művész. 2013-tól a Széchenyi Irodalmi és Művészeti Akadémia tagja. 1981–1986 között Básti Juli színésznő férje volt.

## Élete
Kamaszkorában a fotózás világa ragadta el, napi 36 filmkockát exponált, amiket maga hívott elő, és nagyított.
A Magyar Televíziónál volt rendezőasszisztens 1968–1971 között. 1974-ben végzett a Színház- és Filmművészeti Főiskolán film- és tévérendezői szakon. 1975–1979 között a Magyar Televízió rendezője, 1979–1992 között a kaposvári Csiky Gergely Színház főrendezője, majd 1993-2019 között a budapesti Katona József Színház rendezője volt.
Az 1994-es országgyűlési választáson az SZDSZ listájának a 140–174 közötti helyén szerepelt, ahol olyan tudósok, művészek, sportolók voltak, akik így fejezték ki támogatásukat.
2002 és 2019 között a Színház- és Filmművészeti Egyetemen oktatott tudományos fokozat nélkül, 2007-ben az intézmény tiszteletbeli doktori (DLA) címet adományozott neki. 2007. december 15-től egyetemi tanár, az SZFE későbbi professor emeritusa.
2013-ban egy interjúban a színházról mint művészi szenvedélyéről így nyilatkozott: „Aki csak egyszer megy el színházba, és pechére valami rosszat lát, az nem fog odaszokni, épp ezért (egy) jó színház kell ahhoz, hogy a színházba járás szenvedéllyé tudjon válni. Ahogy mondani szoktuk: ki kell nevelnünk a közönségünket, vagyis (egy) belső igényt kell létrehozni az emberben”
1997-ben a Metropolis folyóirat mint a kortárs magyar mozgóképgyártás meghatározó alakjáról, négy tanulmányt és egy interjút közölt, a rendező filmes és színházi tevékenységét több szempontból is elemezve, átfogó képet adva addigi életművéről. Liszka Tamás például ebben hét mozi- és egy tévéfilmjét vizsgálva úgy fogalmazott, hogy filmrendezőként „stílusát nem a kifejezőeszközök merev használata, hanem a különböző témákat más-más módon megközelítő, kísérletező kedvű alkotói habitus jellemzi”. Rendezett játék- és tévéfilmeket is. Első kisjátékfilmje Ajándék ez a nap címmel Zimre Péter kisregényéből 1979-ben készült.
1981–1986 között Básti Juli színésznővel élt házasságban. Közös fiuk, Márton 1982-ben született.
2019. november 19-én a Katona József Színház a Facebook oldalán nyilatkozatot tett közzé, hogy vezetőségének tudomására jutott egy erkölcsi határokat átlépő viselkedés a színházon belül, amivel kapcsolatban külső szakértők bevonásával belső vizsgálatot rendeltek el, és azonnali hatállyal elbocsátották és kitiltották az érintett személyt. Másnap ugyanazon a csatornán Gothár Péter közleményében bevallotta, hogy ő az, aki egy évvel korábban szexuálisan zaklatta egyik kolléganőjét, akitől bocsánatot kért és kapott. Még aznap etikai vizsgálatot kért önmaga ellen a Színház- és Filmművészeti Egyetemen, ahol két ülés megtartása után – az eljárás végéig az egyetemen történt esetleges etikai vétségről nem érkezett bejelentés – az Etikai Bizottság által megfogalmazott ajánlását elfogadva Upor László volt rektorhelyettes megszüntette szerződését.

## Színházi munkái
A Színházi adattárban regisztrált bemutatóinak száma a 2017. április 26-i lekérdezéskor: szerzőként: 7; rendezőként: 78; díszlettervezőként (d): 55; jelmeztervezőként (j): 7.

### Szerzőként
- Diótörő (1984, 1991, 2001–2002)
- Kutyaszív (1989, 1995)

### Rendezőként
- Hervé: Nebáncsvirág[m 2]
- Bereményi: Halmi, vagy a tékozló fiú (1979)
- Pinter:
  - Hazatérés (1980) (j)
  - A születésnap (2000) (d)
- Von Kleist: 
  - Az eltört korsó (1980)
  - Amphitryon (2008) (d, j)
- Szomory: Hermelin (1982, 1990)
- Gogol: 
  - A revizor (1984) (d)
  - Háztűznéző (2007) (d)
- Katajev: A Werthert már megírták (1983) (d, j)
- Hoffmann: Diótörő (1984, 1991)
- Caragiale: Farsang (1984) (d)
- Ifj. Johann Strauss: A cigánybáró (1984) (d)
- Majakovszkij: Gőzfürdő (1985) (d)
- Königsmark: Agyő, kedvesem! (1985, (j) 1997) (d)
- Dürrenmatt: Az öreg hölgy látogatása (1986)
- Mrożek: A rendőrség (1987) (d, j)
- Brecht: 
  - Kurázsi mama és gyermekei (1989)
  - Koldusopera (1990)
- Bulgakov: Kutyaszív (1989)
- Johnson: Négyhangú opera (1991, (d, j) 2000)
- O’Casey: A kezdet vége (1991)
- Tersánszky: Kakuk Marci (1992) (d)
- Von Horváth: Hit, remény, szeretet (1993) (d)
- Shakespeare: 
  - Szentivánéji álom (1994) (d)
  - Makrancos Kata (2012) (d)
  - Lear király (2010) (d)
- Osztrovszkij: Erdő (1999) (d)
- Harrower: Kés a tyúkban (1999) (d, j)
- Bernhard: A színházcsináló (2000) (d)
- Edward Albee: 
  - Nem félünk a farkastól (1995)
  - Szilvia, a K. (2003) (d)
- Jerofejev: Walpurgis-éj, avagy a kővendég léptei (1996) (d)
- Molière: 
  - Dandin György avagy a megcsúfolt férj (1996) (d)
  - Mizantróp (2008) (d)
- Ibsen: Hedda Gabler (2002) (d)
- Szigarjev: Fekete tej (2004) (d)
- Örkény: Tóték (2004) (d)
- Zelenka: Hétköznapi őrületek (2005) (d)
- Darvasi: Trapiti (2005) (d)
- Selmeczi: A szirén (2005)
- Papp-Térey: Kazamaták (2006) (d)
- Krleža: Szentistvánnapi búcsú (2006) (d)
- Szophoklész: Trakhiszi nők (2007) (d)
- Vvegyenszkij: Ivanovék karácsonya (2007) (d)
- Vinnai: Vakond (2009) (d)
- Andrejev: Kutyakeringő (2009) (d)
- Schimmelpfennig: Az aranysárkány (2010) (d)
- Esterházy: Én vagyok a Te (2011) (d)
- Fekete: Excelsior! (2011) (d)
- Bessenyei: A filozófus (2011) (d)
- Csokonai: Karnyóné-gyakorlatok (2012)
- Rubin-Németh: Ahol a farkas is jó (2014) (d)
- Sarkadi: Oszlopos Simeon (2015) (d)
- Viripajev: Részegek (2015) (d)
- McDonagh: 
  - Kripli (2001, (d) 2010)
  - Vaknyugat (2004, 2010, 2012) (d)
  - Hóhérok (2017) (d)

### Díszlettervező
55 esetben az általa rendezett előadás díszlettervezője is volt.
- Christopher Isherwood, John Van Druten, Joe Masteroff, Fred Ebb, John Kander: Isten veled, Berlin! (1980, veszprémi Petőfi Színház , rendező: Gazdag Gyula)[21]
- Örkény István: Pisti a vérzivatarban (1988, Kaposvári Csiky Gergely Színház, rendező: Babarczy László)[22]

## Filmes munkái

### Rendezései

#### Játékfilmek
- Az örömhöz (1974)
- Ajándék ez a nap (1979)
- Megáll az idő (1982)
- Idő van (1986)
- Tiszta Amerika (1987)
- Melodráma (1990)
- A részleg (1995)
- Haggyállógva, Vászka (1996)
- Akasztottak (2000)
- Paszport - Útlevél a semmibe (2001)
- Magyar szépség (2003)
- Hét kis véletlen (2020)[23]

#### Tévéfilmek
- Kérdőív (1974)
- Lord Byron levelei (1975)
- A násznép (1976)
- Égi csikón léptet a nyár (1976)
- Rendőrség (1976)
- Baleset (1977)
- Felső-Ausztria (1977)
- Pesti gyerekek (1977)
- Vujicsics Tihamér (1977)
- Már mindent tudsz? (1977-ismeretterjesztő film)
- Libatömő verseny (1978)
- Imre (1978)
- Woyzeck (1981)
- Csere (1981)
- A tökfilkó (1982)
- A revizor (1984)
- Hermelin (1985)
- Búcsú (1989)
- Négyhangú opera (1992)
- Kakuk Marci (1992)
- Alfa (1993)
- Egyperces novellák - Közjáték (1995)
- A kezdet vége (1995)
- A leghidegebb éjszaka (2000)
- Tanúvallomás (2008)
- Hangyatérkép (2011)

#### Egyéb
Szereplő
- Eldorádó (1989)
- Ébrenjárók (2002)

Producer
- A három nővér (1991)
- Papsajt (2002)
- Vakáció (2006)
- Uszodai tolvaj (2007)

## Díjai
- A veszprémi tv-találkozó fődíja (1977)
- Legjobb rendezés díja (1979)
- A filmkritikusok díja (1980, 1983, 1987, 1997, 2002)
- Velencei Arany Oroszlán díj (1980)
- A Filmszemle díja (1982, 1986, 1988)
- Cannes-i különdíj (1982)
- A New York-i kritikusok díja (1982)
- A taorminai fesztivál második díja (1982)
- Chicagói Ezüst Hugó-díj (1982)
- Brüsszeli Aranykor-díj (1983)
- A tokiói fesztivál díja (1985)
- Balázs Béla-díj (1987)
- Ifjúsági Díj (1989)
- Érdemes művész (1990)
- Gene Moskowitz-díj (1995)
- Don Quijote-díj (1995)
- A Filmszemle fődíja (1995, 1996, 2003)
- Karlovy Vary-i legjobb rendezés díja (1995, 1996)
- B. Nagy László-díj (1996)
- Kossuth-díj (1997)
- A Színházi Találkozó díja (2000, 2002)
- POSZT: Legjobb rendezés (2002)
- Vastaps-díj (2006)
- A színikritikusok díja (2007)
- A Nemzet Művésze (2014)